# Bruno Sepúlveda
Bruno Christian Sepúlveda (Viedma, Argentina; 17 de septiembre de 1992) es un futbolista profesional argentino. Juega como delantero en Club Atlético Banfield de la Primera División de Argentina.

## Trayectoria
Después de haber debutado en el Torneo Argentino C con Peña Azul y Oro, fichó por Sol de Mayo del Torneo Argentino B en 2013. A mediados de año, el delantero cruzó la división al Atlético Regina. Anotó cinco goles en diecinueve partidos para ellos, antes de partir para reincorporarse a Sol de Mayo para las campañas 2014 y 2015; donde llevó su cuenta general para el club a veintitrés goles en veintinueve partidos. Sepúlveda se fue durante la última campaña, ya que firmó términos con el Club Atlético Juventud Unida Universitario del Torneo Federal A. Debutó en un empate 1-1 con Independiente de Chivilcoy el 24 de marzo de 2015. 
Después de marcar sus primeros goles con el Juventud Unida el 19 de abril en la victoria por 3-0 sobre Defensores de Belgrano, anotó tres goles más mientras ganaban el ascenso. Antes de enero de 2016, Sepúlveda firmó un contrato con el Deportivo Roca de la tercera división. Apareció siete veces para el club de la provincia de Río Negro, anotando una vez en la derrota por 4-1 ante Villa Mitre el 7 de febrero. Sepúlveda regresó a la cuarta división, ahora conocida como Torneo Federal B, en junio de 2016 para incorporarse a Estudiantes de Río Cuarto. Cuatro goles en dieciocho juegos llegaron en su primera temporada con El Celeste, ya que aseguraron el ascenso al Torneo Federal A para la temporada 2017-18.
Sepúlveda anotó diecisiete goles en dos temporadas en la tercera división con Estudiantes de Río Cuarto, que culminó con el club asegurando un segundo ascenso en cuatro temporadas al ganar el título 2018-19. Marcó en su debut en la Primera B Nacional ante Temperley el 16 de agosto de 2019, al que siguieron los tantos de octubre ante Guillermo Brown y Alvarado. El 1 de diciembre, Sepúlveda anotó un triplete en la victoria a domicilio ante el Deportivo Morón. Después de marcar cuatro goles en ocho partidos como titular en 2020, Sepúlveda fue cedido al Arsenal de Sarandí en Primera División en febrero de 2021 por el resto del año, debutó el 19 de febrero frente a Banfield.
El 15 de enero de 2022, Sepúlveda se unió a Barracas Central en un acuerdo de préstamo con opción de compra hasta fines de 2022.
En 2024 se unió a Club Atlético Banfield.

## Estadísticas
| Club                             | Div.  | Temporada | Liga  | Liga  | Liga   | Copas nacionales | Copas nacionales | Copas nacionales | Torneos internacionales | Torneos internacionales | Torneos internacionales | Total | Total | Total  | Promedio goleador |
| Club                             | Div.  | Temporada | Part. | Goles | Asist. | Part.            | Goles            | Asist.           | Part.                   | Goles                   | Asist.                  | Part. | Goles | Asist. | Promedio goleador |
| -------------------------------- | ----- | --------- | ----- | ----- | ------ | ---------------- | ---------------- | ---------------- | ----------------------- | ----------------------- | ----------------------- | ----- | ----- | ------ | ----------------- |
| Estudiantes Rio Cuarto Argentina | 2a.   | 2020      | 18    | 7     | 2      | 8                | 4                | 1                | -                       | -                       | -                       | 26    | 11    | 3      | 0.42              |
| Estudiantes Rio Cuarto Argentina | Total | Total     | 18    | 7     | 2      | 8                | 4                | 1                | -                       | -                       | -                       | 26    | 11    | 3      | 0.42              |
| Arsenal de Sarandí Argentina     | 1a.   | 2021      | 29    | 6     | 1      | -                | -                | -                | 4                       | 1                       | -                       | 33    | 7     | 1      | 0.21              |
| Arsenal de Sarandí Argentina     | Total | Total     | 29    | 6     | 1      | -                | -                | -                | 4                       | 1                       | 0                       | 33    | 7     | 1      | 0.21              |
| Barracas Central Argentina       | 1a.   | 2022      | 31    | 8     | 5      | 1                | -                | -                | -                       | -                       | -                       | 32    | 8     | 5      | 0.25              |
| Barracas Central Argentina       | 1a.   | 2023      | 34    | 6     | 2      | 2                | -                | 1                | -                       | -                       | -                       | 36    | 6     | 3      | 0.17              |
| Barracas Central Argentina       | Total | Total     | 65    | 14    | 7      | 3                | 0                | 1                | -                       | -                       | -                       | 68    | 14    | 8      | 0.21              |
| Total                            | Total | Total     | 112   | 27    | 10     | 11               | 4                | 2                | 4                       | 1                       | 0                       | 127   | 32    | 12     | 0.25              |

## Palmarés
Estudiantes de Río Cuarto
- Torneo Federal A: 2018-19